# Ancylostoma tubaeforme
Ancylostoma tubaeforme är en rundmaskart som först beskrevs av Zeder 1800.  Ancylostoma tubaeforme ingår i släktet Ancylostoma och familjen Ancylostomatidae. Inga underarter finns listade i Catalogue of Life.